# Brata Lumière
Brata Lumière, francoska pionirja filmske umetnosti; Auguste Marie Louis Nicholas, * 19. oktober 1862, Besançon, Francija, † 10. april 1954, Lyon, in Louis Jean, * 5. oktober 1864, Besançon, † 6. junij 1948, Bandol,
Po koncu šolanja na tehniški šoli v Lyonu sta delala pri očetovem fotografskem podjetju - Louis kot fizik in Auguste kot upravnik. Po njegovi upokojitvi sta se pričela ukvarjati z gibljivimi slikami in patentirala več tehnologij, ki so omogočile snemanje in projekcijo filmov, med njimi perforiran rob filmskega traku in napravo Cinématographe, ki je bila filmska kamera, naprava za razvijanje filma in projektor v enem.
19. marca 1895 sta napravila prvi kratki posnetek, Odhod iz tovarne (v izvirniku La Sortie des usines Lumière) in po njem še več podobnih. Prvo javno predvajanje, na katerem so računali vstopnino, je bilo 28. decembra 1895 v pariški kavarni Salon Indien du Grand Café.
Brata sta bila mnenja, da je film iznajdba brez prave prihodnosti, zato se z njim nista več ukvarjala, niti nista želela naprave prodati komu drugemu. Kasneje sta se ponovno usmerila v fotografijo; patentirala sta proces izdelave barvnih fotografij in njuno podjetje je bilo dolga leta eno pomembnejših proizvajalcev fotografske opreme v Evropi.
Po njima je poimenovan asteroid 775 Lumière.